# 古孜拉·阿瓦爾汗
古孜拉·阿瓦爾汗（1979年6月20日—），哈薩克族逃離新疆集中營的倖存者。

## 生平
1979年6月20日，古孜拉出生在中國新疆伊犁哈萨克自治州伊宁县。1993年，古孜拉上初中時，不得不輟學在家照顧生病的父親。
1997年，在中共強制性重新安置下，古孜拉從放牧者變成農民。2011年6月23日，古孜拉與特新佔·伊薩那力結婚。2013年，古孜拉生下女兒拜洋·特新佔。
2014年，古孜拉一家移民至哈萨克斯坦。2017年7月，古孜拉的姐夫、妹夫受中國公安的指使打電話給她並要求她回中國。7月15日，古孜拉跨越中、哈边境，從霍爾果斯口岸回到中国。7月18日，古孜拉被捕，经过一轮问话，她被村里的公安队长指有“不当思想”，须接受15日的再教育，並將她送進位於新疆伊犁哈薩克自治州伊寧縣的集中營。
11月1日，中共將古孜拉轉到第二個位於前伊寧縣婦幼保健醫院舊址的集中營。同月，古孜拉的先生特新佔·伊薩那力向位於哈薩克斯坦阿拉木圖的人權機構阿塔珠爾特志願者組織創辦人賽爾克堅發出求救。賽爾克堅開始為古孜拉呼籲，捍衛她的權利。
2018年7月2日，中共再將古孜拉送到由前伊寧縣第四高中改建的第三個集中營。8月26日，在國際社會向中共官員施壓後，新疆當局開始轉移囚犯，拆掉攝像頭，平整空地，把牆粉刷成白色，並允許真正的高中生在學校裡學習。12月31日，自由亞洲電台刊登一篇題為〈新疆伊寧迫使穆斯林做廉價勞動力〉的報導引述了古孜拉的案例。中國警察當天將古孜拉轉移至派出所，並將她關在小黑屋裡整個晚上。
2019年1月1日，中共將把古孜拉送到她父親住的鞏留縣。1月3日，中共又將古孜拉帶到都蘭村審問。中共強迫古孜拉簽了幾份保密保證書後，將她送到了位於中國和哈薩克斯坦中間的霍爾果斯口岸。1月5日，中共當局允許古孜拉由霍爾果斯口岸離境。
2021年1月，古孜拉一家在對華援助協會的幫助下逃離哈薩克斯坦，並降落至美國德克薩斯州達拉斯/沃斯堡國際機場。7月13日，在赛尔克坚陪同下，古孜拉至華府參與美國國會蘭托斯人權委員會的全球宗教自由聽證會（The State of Religious Freedom Around the Globe），控訴中共以酷刑、強暴，折磨在集中營的維吾爾人與哈薩克人。古孜拉同時與唐納·川普時期的美國國際宗教自由事務無任所大使薩姆·布朗巴克見面並合影。